# Перкасі (Пенсільванія)
Перкасі (англ. Perkasie) — місто (англ. borough) в США, в окрузі Бакс штату Пенсільванія. Населення — 8511 осіб (2010), 9 120 (2020). 

## Географія
Перкасі розташоване за координатами 40°22′18″ пн. ш. 75°17′34″ зх. д. / 40.37167° пн. ш. 75.29278° зх. д. (40.371737, -75.292772).  За даними Бюро перепису населення США в 2010 році місто мало площу 6,64 км², з яких 6,57 км² — суходіл та 0,07 км² — водойми.

### Клімат
| Клімат : Перкасі        | Клімат : Перкасі | Клімат : Перкасі | Клімат : Перкасі | Клімат : Перкасі | Клімат : Перкасі | Клімат : Перкасі | Клімат : Перкасі | Клімат : Перкасі | Клімат : Перкасі | Клімат : Перкасі | Клімат : Перкасі | Клімат : Перкасі | Клімат : Перкасі |
| Показник                | Січ.             | Лют.             | Бер.             | Квіт.            | Трав.            | Черв.            | Лип.             | Серп.            | Вер.             | Жовт.            | Лист.            | Груд.            | Рік              |
| Абсолютний максимум, °C | 21,4             | 25,5             | 30,1             | 33,8             | 34,6             | 35,2             | 38,7             | 37,4             | 36,1             | 31,3             | 26,7             | 23,7             | 38,7             |
| Середній максимум, °C   | 3,6              | 5,4              | 10,1             | 16,8             | 22,4             | 27,2             | 29,4             | 28,6             | 24,8             | 18,3             | 12,2             | 5,8              | 17,1             |
| Середня температура, °C | −1,2             | 0,3              | 4,6              | 10,6             | 16,0             | 21,1             | 23,5             | 22,7             | 18,6             | 12,1             | 6,7              | 1,2              | 11,4             |
| Середній мінімум, °C    | −6               | −4,8             | −1               | 4,3              | 9,6              | 14,9             | 17,6             | 16,7             | 12,3             | 5,8              | 1,2              | −3,4             | 5,7              |
| Абсолютний мінімум, °C  | −24,9            | −20,6            | −16,7            | −8,6             | −1               | 4,7              | 8,2              | 5,3              | 1,3              | −4,9             | −12              | −19,2            | −24,9            |
| Норма опадів, мм        | 88               | 72               | 98               | 104              | 110              | 112              | 121              | 99               | 115              | 109              | 95               | 101              | 1224             |
| Вологість повітря, %    | 67.9             | 64.6             | 60.4             | 58.8             | 63.4             | 68.6             | 68.8             | 71.1             | 72.2             | 71.2             | 70.2             | 69.9             | 67.3             |
| ----------------------- | ---------------- | ---------------- | ---------------- | ---------------- | ---------------- | ---------------- | ---------------- | ---------------- | ---------------- | ---------------- | ---------------- | ---------------- | ---------------- |
| Джерело: PRISM          |                  |                  |                  |                  |                  |                  |                  |                  |                  |                  |                  |                  |                  |

## Демографія
Згідно з переписом 2010 року, у селищі мешкало 8511 осіб у 3306 домогосподарствах у складі 2275 родин. Густота населення становила 1282 особи/км².  Було 3396 помешкань (511/км²).
Расовий склад населення:
| - 95,8 % — білих - 1,0 % — чорних або афроамериканців - 1,0 % — азіатів - 0,2 % — корінних американців |

До двох чи більше рас належало 1,4 %. Частка іспаномовних становила 2,5 % від усіх жителів.
За віковим діапазоном населення розподілялося таким чином: 24,1 % — особи молодші 18 років, 64,8 % — особи у віці 18—64 років, 11,1 % — особи у віці 65 років та старші. Медіана віку мешканця становила 38,9 року. На 100 осіб жіночої статі у селищі припадало 96,8 чоловіків;  на 100 жінок у віці від 18 років та старших — 94,7 чоловіків також старших 18 років.
Середній дохід на одне домашнє господарство  становив 83 385 доларів США (медіана — 64 685), а середній дохід на одну сім'ю — 100 300 доларів (медіана — 79 727). Медіана доходів становила 57 757 доларів для чоловіків та 44 006 доларів для жінок. За межею бідності перебувало 8,1 % осіб, у тому числі 6,5 % дітей у віці до 18 років та 7,6 % осіб у віці 65 років та старших.
Цивільне працевлаштоване населення становило 4760 осіб. Основні галузі зайнятості: освіта, охорона здоров'я та соціальна допомога — 22,7 %, виробництво — 16,0 %, роздрібна торгівля — 15,4 %.